# Alfred Joseph Woolmer

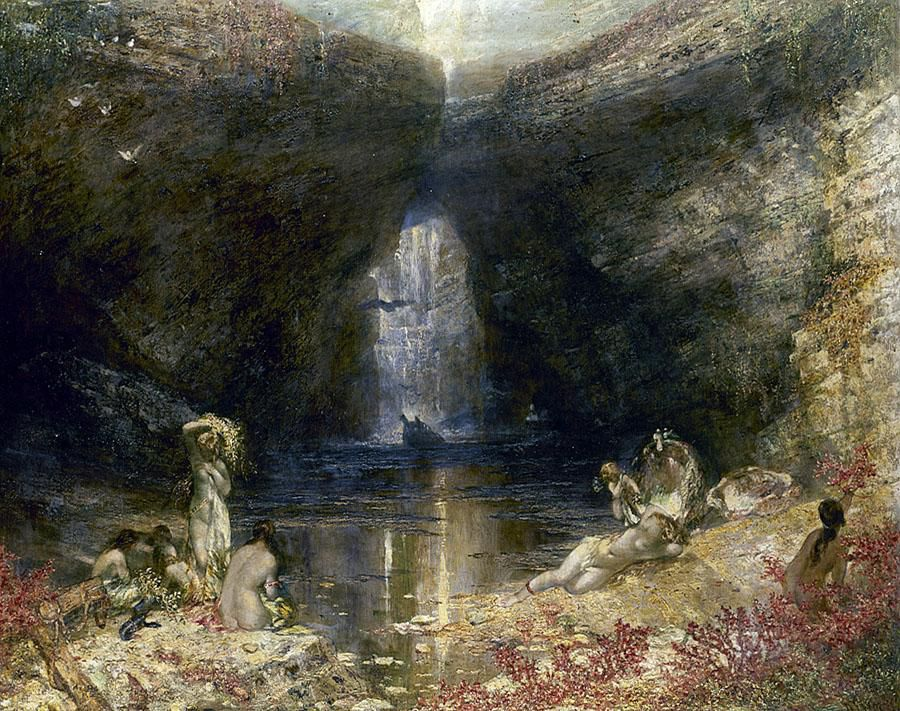
The Sea Garden, a Phantasy

Alfred Joseph Woolmer (Exeter, 20 december 1805 - Londen, 19 april 1892) was een Engels kunstschilder en beeldhouwer. Hij werkte in een aan de romantiek en rococo verwante stijl.

## Leven en werk
Woolmer studeerde in Italië en werd later beïnvloed door rococo-schilder Watteau alsook door de romantiek. Hij schilderde vooral allegorische- en genrewerken. Veelvuldig koos hij voor literaire en historische thema's, vaak met licht erotiserende elementen, waarbij hij uitdrukking probeerde te geven aan het principe van "ut pictura poesis": de gedachte dat poëzie en schilderkunst vergelijkbare idealen nastreven. Zijn vloeiende, weelderige stijl, die zich tevens kenrmerkte zich door een voor zijn tijd opvallend rijk kleurgebruik, doet denken aan Joshua Reynolds en Thomas Gainsborough. Vanaf 1828 telde hij talloze werken tentoon bij de Society of British Artists, de British Institution en de Royal Academy. Bij  de Society exposeerde hij in de jaren 1830 wel zo'n tien werken per jaar.
Woolmer werkte ook als beeldhouwer. Hij overleed in 1892, 86 jaar oud.

## Galerij

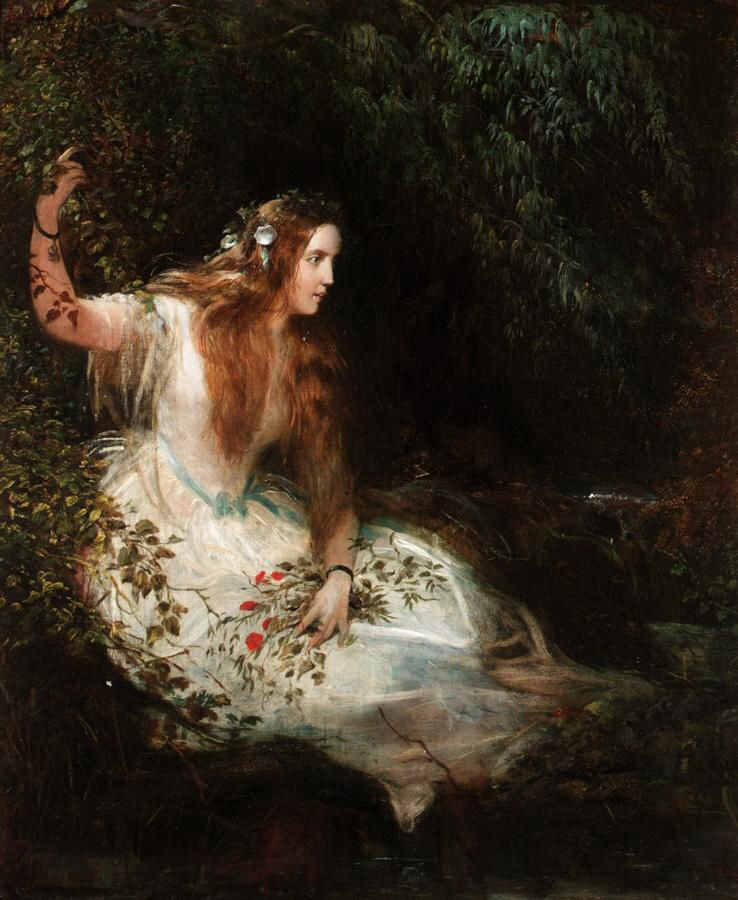
Ophelia
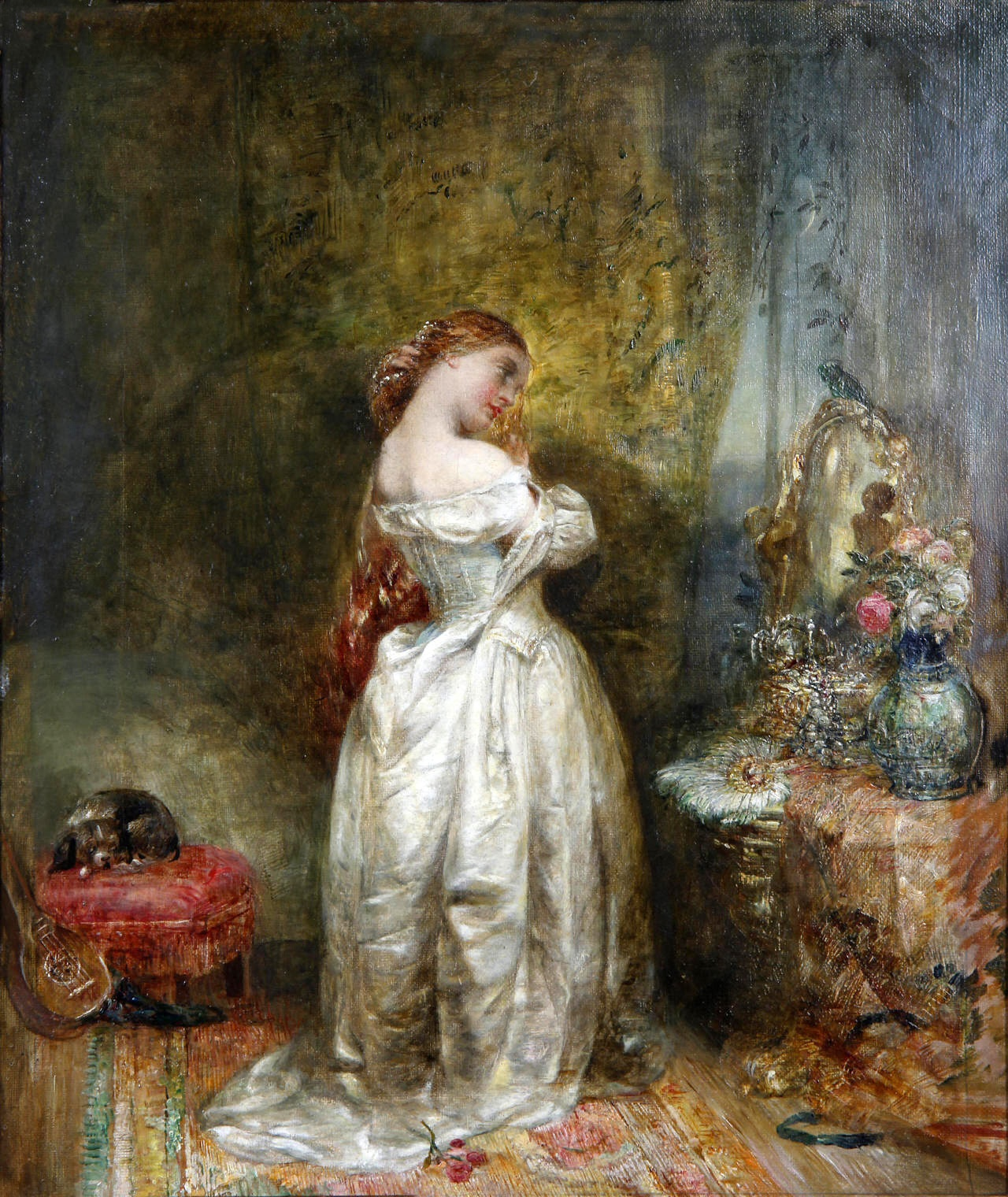
Before the Ball
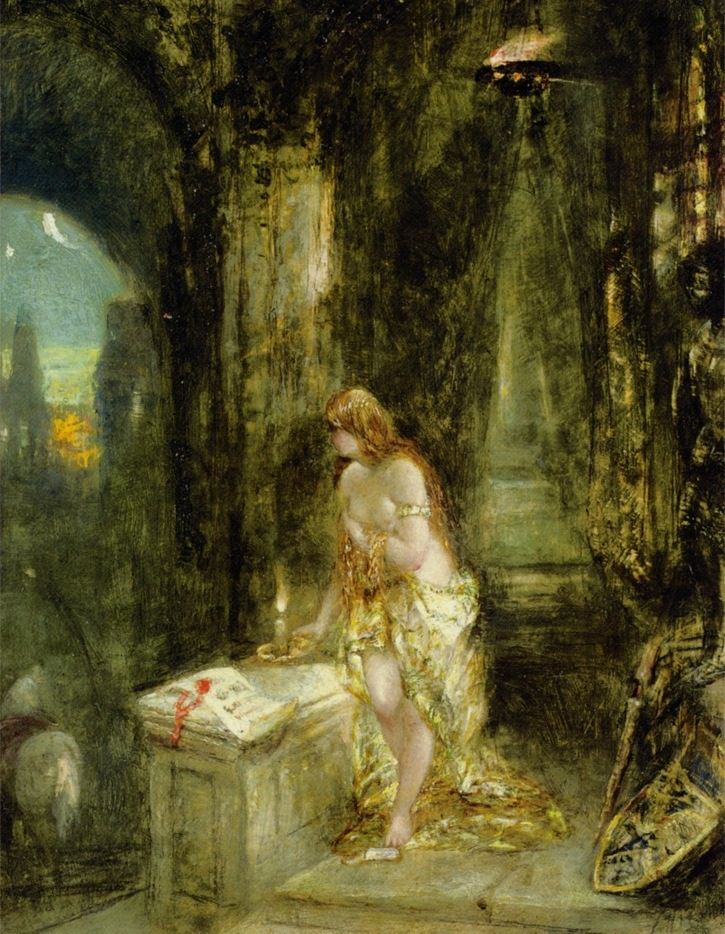
Lady Godiva
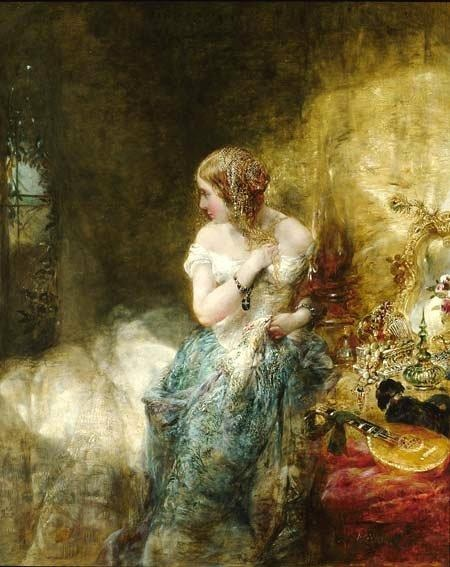
The Boudoir
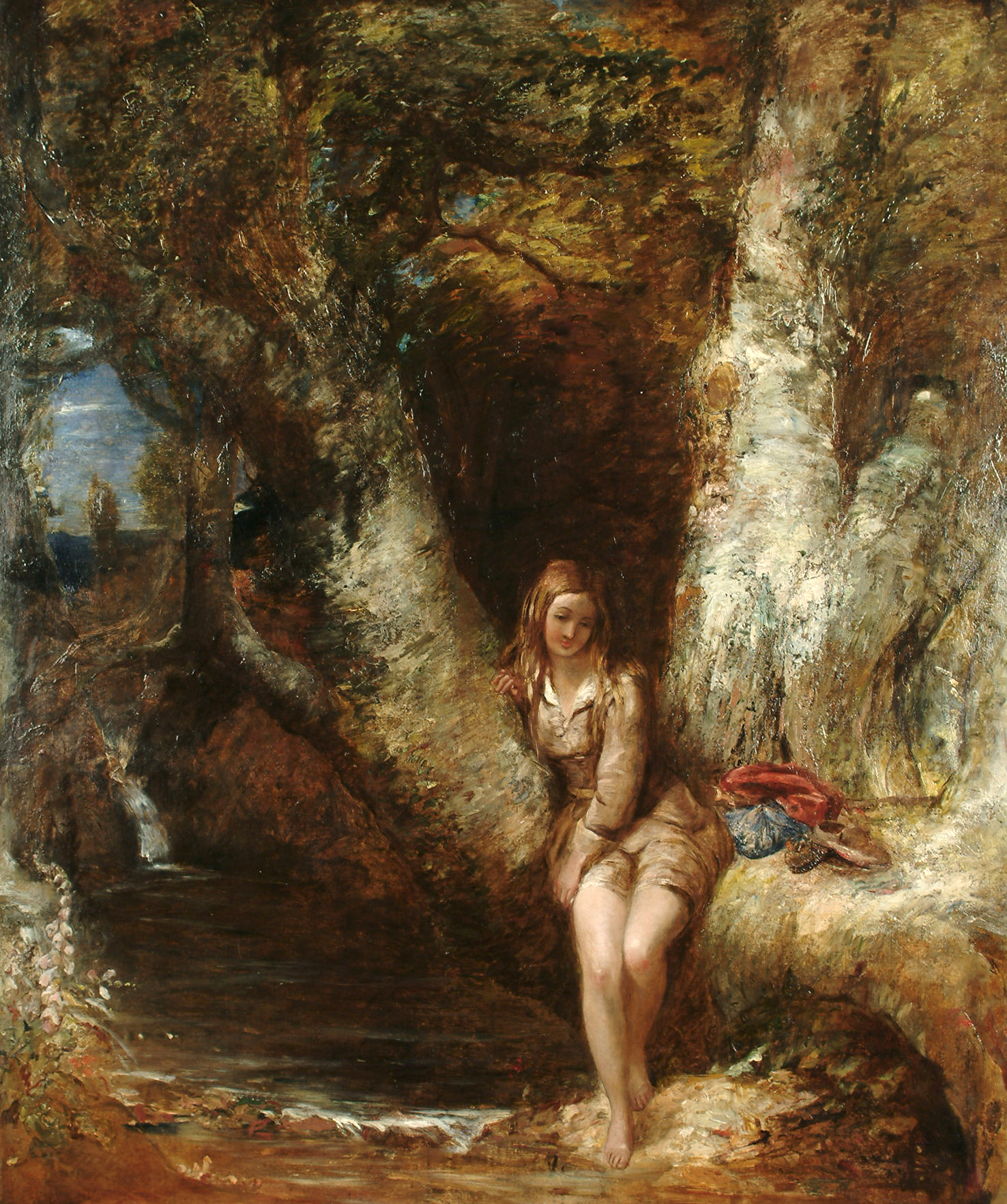
Girl seated before a woodland
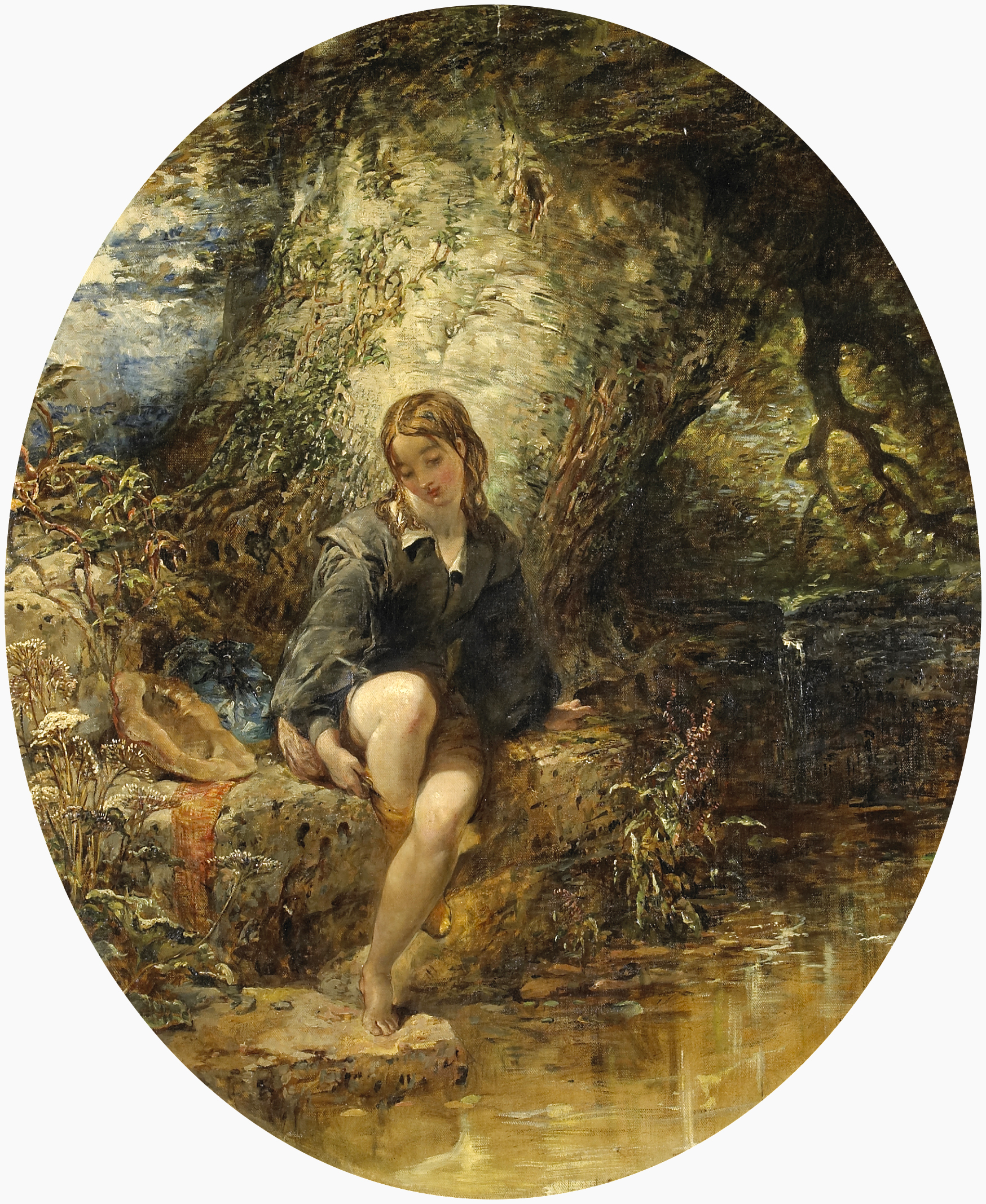
Innocence
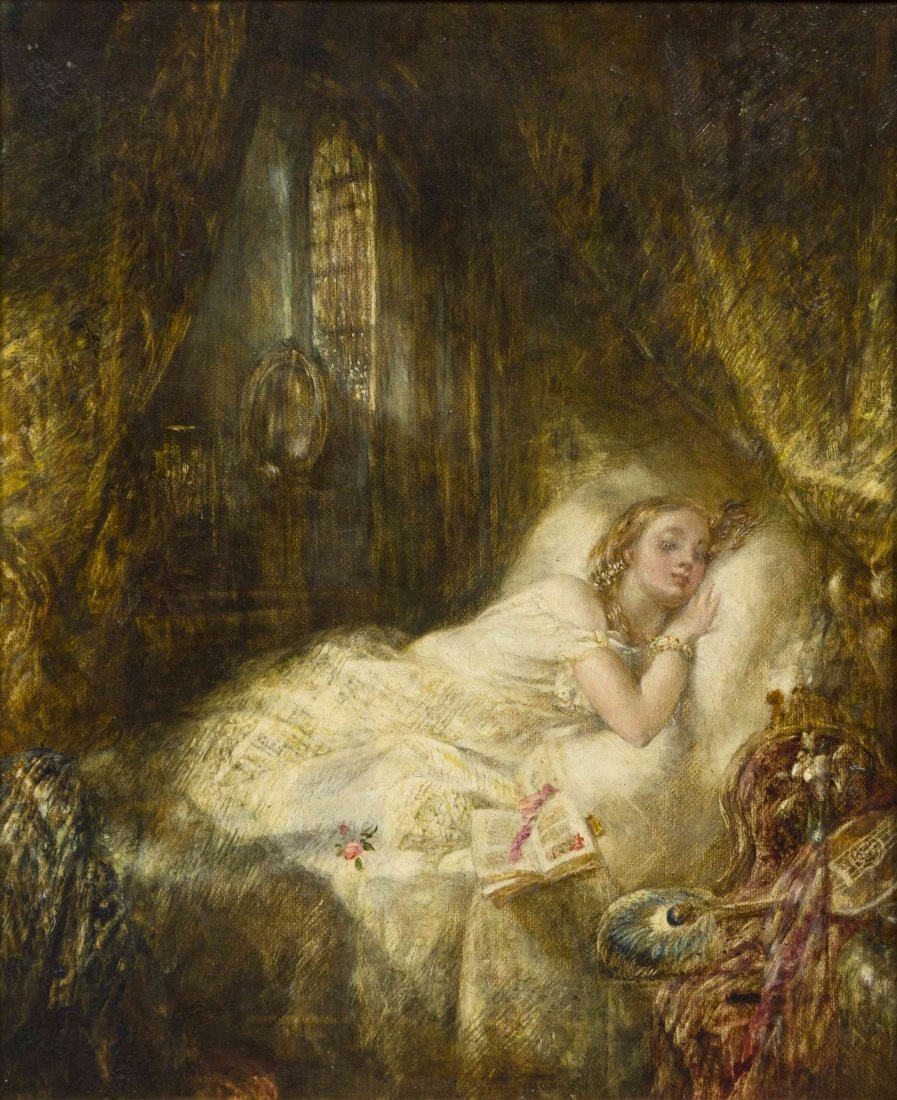
Cymbeline
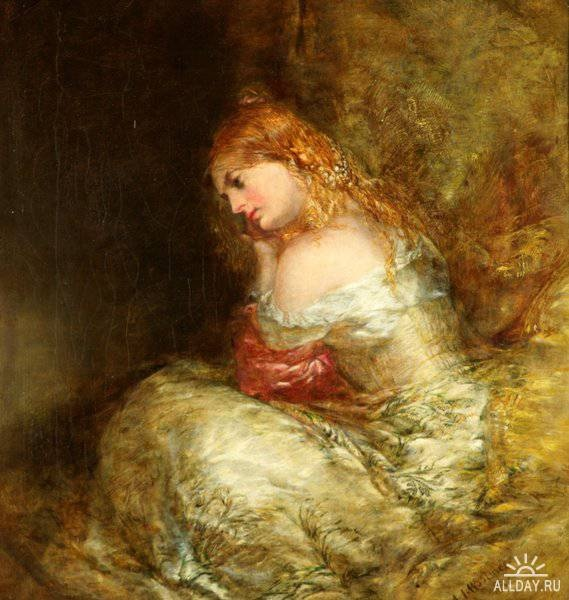
Girl in White